# Manning Coles
Manning Coles era pesudonimul a doi scriitori britanici, Adelaide Frances Oke Manning (n. 1891 - d. 1959) și Cyril Henry Coles (n. 1899 - d. 1965), care au scris începând cu anii 1940 până la începutul anilor 1960 mai multe romane thriller de spionaj. Protagonistul celor 26 de cărți scrise era Thomas Elphinstone Hambledon, care lucra pentru Ministerul Afacerilor Externe britanic.